# Реакция Фентона
Реакция Фентона — реакция пероксида водорода с ионами железа, которая используется для разрушения многих органических веществ.
Реакция Фентона названа в честь Генри Фентона, открывшего в 1894 году способность некоторых металлов иметь специфические особенности переноса электрона.
Ионы железа(II) окисляются пероксидом водорода до ионов железа(III):
Fe2+ + H2O2 → Fe3+ + OH· + OH−
Если в то же время ионы железа(III) восстанавливаются супероксид анион радикалом до ионов железа(II), то такая реакция называется «реакцией Габера-Вейса» (открыта в 1930 году).